# Cimber Sterling
Cimber Sterling  (tidigare Cimber Air) var ett danskt flygbolag som hade sin bas på Kastrup och i Billund. Deras flotta bestod av ATR 42, ATR 72, Boeing 737-700 och CRJ-200 LR-plan. Cimber Sterling flög till ett 40-tal destinationer i Europa, främst från Kastrup i Danmark. Flygbolaget hade också tät inrikestrafik i Danmark. Bolagets logotyp var en viking. De hade code-share samarbeten med andra flygbolag. Till Sverige flög Cimber Sterling främst till Norrköping flygplats samt sedan april 2012 Växjö flygplats.
Cimber köpte upp de resterande delarna av det danska konkursdrabbade flygbolaget Sterling Airlines. Flygbolaget bytte därefter namn till "Cimber Sterling". Under juni 2011 lade Skyways ägare Igor Kolomoysky genom sitt bolag Manswell Enterprise ett bud på bolaget för tillsammans med Skyways och City Airline skapa ett nytt Nordeuropeiskt flygbolag. 
Torsdagen den 3 maj 2012 06.30 begärdes bolaget i konkurs med direkt verkan. Alla flygningar ställdes in. 

## Flotta
| Flygplan                    | Antal | Registreringar                                                                                                 | Övrigt                         |
| --------------------------- | ----- | --- | ------------------------------ |
| ATR 42-500 (Bild)           | 3     | OY-CIJ, OY-CIK, OY-CIL                                                                                         | Ett flygplan opererades av SAS |
| ATR 72-202 (Bild)           | 3     | OY-RTC, OY-RTD, OY-RTF                                                                                         |                                |
| ATR 72-500 (Bild)           | 1     | OY-CIN |                                |
| Boeing 737-700 (Bild)       | 6     | OY-MRE, OY-MRF, OY-MRH, OY-MRG, OY-MRP, OY-MRU                                                                 |                                |
| Bombardier CRJ-200ER (Bild) | 1     | OY-RJJ |                                |
| Bombardier CRJ-200LR(Bild)  | 14    | OY-MAV, OY-MBI, OY-MBJ, OY-MBT, OY-MBU, OY-RJA, OY-RJB, OY-RJC, OY-RJD, OY-RJE, OY-RJF, OY-RJG, OY-RJH, OY-RJI | sju flygplan opererades av SAS |

Cimber Air har tidigare flugit bl.a.:
- Canadair CRJ 100
- De Havilland Heron
- Fokker F28
- Nord 262
- VFW 614